# Lutsch (Satellit)

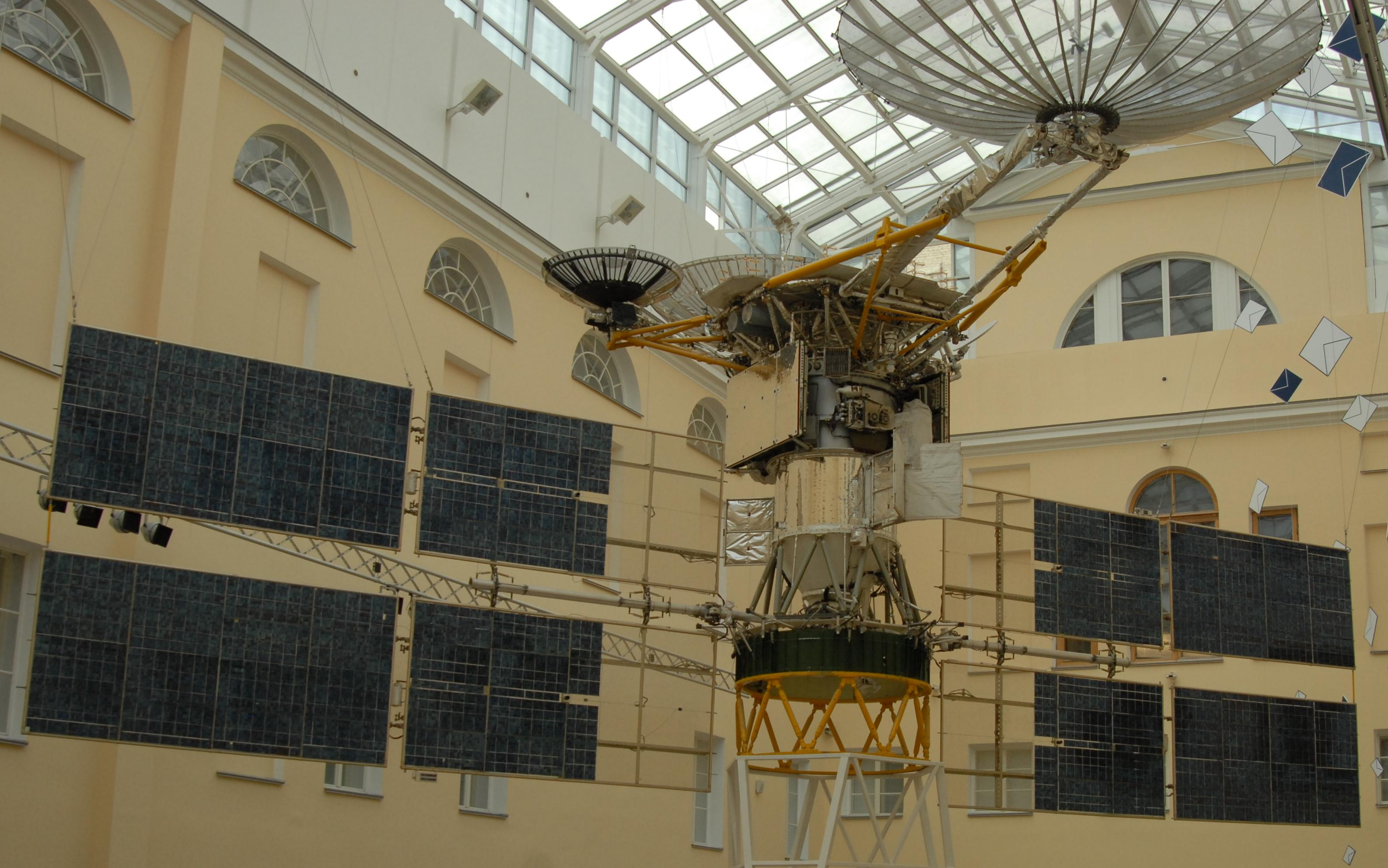
Lutsch-Satellit im Popow-Kommunikationsmuseum St. Petersburg

Lutsch (russisch Луч für Strahl, auch in der englischen Schreibweise Luch) ist eine Serie von russischen Kommunikationssatelliten.

## Entwicklung und Einsatz
Ähnlich den amerikanischen TDRS-Satelliten übertragen sie Signale zwischen Raumflugkörpern (zum Beispiel der ISS) und der Erde. Entwickelt wurden sie ursprünglich für die Kommunikation zwischen der Raumstation  Mir und dem Raumgleiter Buran, die mit entsprechenden Systemen zur Kommunikation mit den Lutsch-Satelliten ausgerüstet waren. 
Eine militärische Version der Relais-Satelliten, Geyzer genannt, flog am 18. Mai 1982 unter dem Tarnnamen Kosmos-1366. Im selben Jahr startete die Entwicklung der späteren Lutsch-Satelliten. Diese waren mit drei bei Start eingeklappten Antennen mit einem Durchmesser von 1,6, 3 und 4,5 Metern ausgestattet, welche vom Materialwissenschaftlichen Institut in Kiew entwickelt wurden. Das dafür verwendete einzigartige Gittermaterial benötigte für die großtechnische Produktion hochspezialisierte Maschinen, welche das NPO PM in der Bundesrepublik Deutschland erwarb.
Die erste Lutsch-Generation wurde auf Basis des KAUR-4-Satellitenbus gebaut und war mit dem Arion-Transponder von NPO Radiopribor (Ryazanskiy) ausgestattet. Der Satellit hatte eine Dreiachsensteuerung und Sonnenkollektoren von 40 Quadratmeter Fläche, welche eine Leistung von 1800 Watt lieferten. Die Grundstruktur entsprach der von KAUR-3, aber sie war mit völlig neuen Systemen ausgerüstet, wie einem digitalen Computer, Plasmatriebwerken zur Lageregelung und Hydrazin-Triebwerken für die Bahnregelung. Die Antennen hatten eine Ausrichtgenauigkeit von 0,5 Grad, der Satellit selbst von 0,1 Grad. Jeder Satellit wurde mit drei Transpondern ausgestattet und hatte eine nominelle Lebensdauer von fünf Jahren. Das modernisierte Lutsch-2-Modell erlaubte den gleichzeitigen Betrieb von zwei Datenkanälen mit hoher Bandbreite und ermöglichte die Echtzeitfernsehübertragung von der Raumstation Mir.

## Systemkonfiguration
Das Lutsch-System besteht bisher aus vier verschiedenen Satellitentypen:
Gestartet wurden Satelliten des ersten Typs am 25. Oktober 1985 (Kosmos 1700), 26. November 1987 (Kosmos 1897), 27. Dezember 1989 (Kosmos 2054) und am 16. Dezember 1994 (Lutsch-1). Der ab 1993 entwickelte zweite Typ startete einmal am 11. Oktober 1995 (Lutsch-2) und am 11. Dezember 2011 folgte der erste Satellit des dritten Typs (Lutsch-5A). Der vierte Typ Lutsch-4 wurde bisher noch nicht gestartet. 
Die beiden Satelliten der Serie Lutsch 5 wurden auf Basis der Satellitenbus Ekspress 1000A der russischen Firma Reschentnjow gebaut. Sie wurden 2005 von Roskosmos bestellt, welche nach Ende des Kalten Krieges auch auf nichtrussische Bauteile, zum Beispiel japanische Elektronikbauteile zurückgreifen konnte. Sie haben eine Startmasse von nur etwa 1,1 t und übertragen Daten mit insgesamt sieben Transpondern mit 5 MBit/s im S- und etwa 150 MBit/s im Ku-Band. Ihr Lebenserwartung beträgt 10 Jahre. Beide Satelliten können auch Signale des Such- und Rettungssystems COSPAS-SARSAT empfangen und weiterleiten. Über Lutsch-5A/B/W und Lutsch-4 werden auch die SDKM-Korrektursignale für die Satellitennavigationssysteme GLONASS und GPS verbreitet.

## Startliste
| Name                     | Typ    | Startdatum (UTC)   | Trägerrakete        | Startort | Masse   | Satellitenbus    | Position     | Bemerkungen                                                                                 |
| ------------------------ | ------ | ------------------ | ------------------- | -------- | ------- | ---------------- | ------------ | ------------------------------------------------------------------------------------------- |
| Kosmos 1700 / Altair 11L | 11F669 | 25. Oktober 1985   | Proton-K/Block-DM-2 | Baikonur | 2400 kg | KAUR-4           | GEO 16° West | Erste Kommunikationstests mit der Mir am 29. März 1986, im September 1986 ausgefallen       |
| Kosmos 1897 / Altair 12L | 11F669 | 26. November 1987  | Proton-K/Block-DM-2 | Baikonur | 2400 kg | KAUR-4           | 95° Ost      | für den Buran Testflug kurzzeitig auf die Position 12° Ost verschoben, Ende 1991 aufgegeben |
| Kosmos 2054 / Altair 14L | 11F669 | 27. Dezember 1989  | Proton-K/Block-DM-2 | Baikonur | 2400 kg | KAUR-4           | 160° West    |                                                                                             |
| Lutsch-1 / Altair 13L    | 11F669 | 16. Dezember 1994  | Proton-K/Block-DM-2 | Baikonur | 2400 kg | KAUR-4           | 95° Ost      | 1997 in die Position 16° West verschoben                                                    |
| Lutsch-2 / Gelios 12L    | 14F30  | 11. Oktober 1995   | Proton-K/Block-DM-2 | Baikonur | 2400 kg | KAUR-4           | 77° Ost      | 1998 ausgefallen                                                                            |
| Lutsch-5A                |        | 11. Dezember 2011  | Proton-M/Bris-M     | Baikonur | 1148 kg | Ekspress-1000A   | 167° Ost     | Fehlfunktion von zwei der drei Sternsensoren                                                |
| Lutsch-5B                |        | 2. November 2012   | Proton-M/Bris-M     | Baikonur | 1100 kg | Ekspress-1000N   | 16° West     |                                                                                             |
| Lutsch-5V                |        | 28. April 2014     | Proton-M/Bris-M     | Baikonur | 1148 kg | Ekspress-1000N   | 95° Ost      |                                                                                             |
| Lutsch-4 / Olymp-K 1     |        | 27. September 2014 | Proton-M/Bris-M     | Baikonur | 3000 kg | Ekspress-1000NTA | 167° Ost     | Ka-Band Transponder                                                                         |
| Lutsch-5X / Olymp-K 2    |        | 12. März 2023      | Proton-M/Bris-M     | Baikonur | 3000 kg | Ekspress-1000NTA |              |                                                                                             |